# Linsangs
Die Linsangs (Prionodon) sind eine in Südostasien lebende Gattung der Raubtiere (Carnivora). Früher wurden sie zu den Schleichkatzen (Viverridae) gerechnet, nach molekulargenetischen Untersuchungen bilden sie eine eigene Familie, Prionodontidae. Es sind schlank gebaute Tiere mit langem Hals, deren Fell mit Flecken oder Streifen versehen ist. Es gibt zwei Arten, den Bänderlinsang (P. linsang) und den Fleckenlinsang (P. pardicolor).

## Beschreibung
Linsangs erreichen eine Kopfrumpflänge von 30 bis 45 Zentimetern, der Schwanz ist mit 30 bis 40 Zentimetern etwas kürzer als der Rumpf. Ihr Gewicht beträgt 0,6 bis 1,2 Kilogramm. Die Grundfärbung ihres weichen, dichten Fells ist hellgrau bis rötlichbraun, der Bauch ist etwas heller. Am Rücken erstrecken sich fünf Reihen streifenförmig angeordneter dunkler Flecken, die beim Bänderlinsang häufig zu Bändern zusammengewachsen sind. Am Nacken verlaufen zwei dunkle Längsstreifen, die Flanken sowie die Außenseite der Oberarme und Oberschenkel sind gepunktet. Der Schwanz ist dicht behaart und mit sieben bis neun dunklen Ringen versehen, die Spitze kann weißlich sein. Ihr Körperbau ist schlank und langgestreckt, die Gliedmaßen sind relativ kurz. Die Füße enden in fünf Zehen, diese tragen Krallen, die in Krallenscheiden eingezogen werden können. Im Gegensatz zu den Schleichkatzen fehlen bei ihnen die Perianaldrüsen.

## Verbreitung und Lebensraum
Linsangs leben in Südostasien. Ihr Verbreitungsgebiet erstreckt sich von Nepal und dem östlichen Indien über das südliche China und die Malaiische Halbinsel bis auf die Inseln Borneo und Java. Ihr Lebensraum umfasst in erster Linie Regenwälder, in geringerem Ausmaß auch andere Waldformen. Linsangs sind vom Meeresniveau bis in 2700 Meter Seehöhe anzutreffen.

## Lebensweise
Linsangs sind vorwiegend nachtaktiv. Tagsüber schlafen sie in den Bäumen, etwa in Baumhöhlen oder hohlen Baumstämmen. In der Nacht begeben sie sich auf Nahrungssuche, dabei kommen sie häufig auf den Boden. Sie können gut klettern und springen und bewegen sich stets kopfunter die Baumstämme hinunter. Die Vorderpfoten sind plantigrad (sohlengängerisch) und die Hinterpfoten digitigrad (zehengängerisch).
Über das Sozialverhalten ist aufgrund ihrer scheuen, nachtaktiven Lebensweise wenig bekannt, vermutlich leben sie einzelgängerisch. Das Revier wird mit Urin und Kot markiert, auch reiben sie ihre Schultern, Nacken und Flanken an Gegenständen, um ihre Duftspuren zu hinterlassen.
Sie sind Fleischfresser, die sich von Nagetieren, Vögeln, Echsen, Schlangen, Fröschen, Insekten und anderen Kleintieren ernähren. Manchmal fressen sie auch Aas. Kleinere Beutetiere werden mit einem Biss in den Nacken getötet, größere werden mit den Vorderpfoten niedergedrückt und mit mehreren Bissen erlegt.
Ein- bis zweimal im Jahr bringt das Weibchen zwischen Februar und August meist zwei Jungtiere zur Welt. Bei den Bänderlinsangs wiegen sie bei der Geburt rund 40 Gramm und sind nach vier Monaten ausgewachsen. Die Lebenserwartung kann in menschlicher Obhut über 10 Jahre betragen.

## Gefährdung
Es gibt relativ wenige Sichtungen von Linsangs, Angaben zum Gefährdungsgrad sind aufgrund ihrer scheuen Lebensweise schwierig. Hauptgefahr stellt die Zerstörung ihres Lebensraumes dar. Es ist nicht bekannt, inwieweit sie in teilweise gerodeten Wäldern oder Sekundärwäldern überleben können. Früher wurden sie wegen ihres Felles gejagt, heute sind sie im Großteil ihres Verbreitungsgebietes geschützt. Beide Arten sind weit verbreitet und trotz seltener Beobachtungen relativ häufig, die IUCN listet beide Arten als „nicht gefährdet“ (least concern).

## Systematik
Früher wurden die Linsangs zu den Schleichkatzen (Viverridae) gerechnet, wo man sie entweder in die Unterfamilie der Zibetkatzen (Viverrinae) oder in eine eigene Unterfamilie, Prionodontinae, stellte. Als besonders nahe Verwandte galt die Gattung der Pojanas oder Afrikanischen Linsangs (Poiana). Nach molekulargenetischen Untersuchungen von Gaubert und Veron 2003 sind die Linsangs jedoch nicht sehr nahe mit den Schleichkatzen verwandt, sondern bilden einen eigenen Seitenzweig, der die Schwestergruppe der Katzen darstellt. Durch morphologische Untersuchungen von Gaubert et al. 2005 konnten diese Ergebnisse bestätigt werden. So sind die fehlenden Perianaldrüsen und das katzenähnliche Gebiss Kennzeichen für die nahe Verwandtschaft zu den Katzen. 
Es werden zwei Arten unterschieden:
- Der Bänderlinsang (Prionodon linsang) hat ein etwas helleres Fell, die Flecken sind häufig zu Bändern zusammengewachsen. Er hat das südlichere Verbreitungsgebiet, nämlich die Malaiische Halbinsel und die südostasiatischen Inseln.
- Der Fleckenlinsang (Prionodon pardicolor) hat ein eher orangebraunes Fell, seine Flecken sind nicht verbunden. Die Art bewohnt das Festland Südostasiens, vom östlichen Indien über den Süden Chinas bis nach Vietnam und ins nördliche Thailand.

Laut molekularer Uhr haben sich die Linsangs vor rund 42 Millionen Jahren von den Katzen getrennt, die beiden Arten sind vor rund 13 Millionen Jahren auseinandergegangen. Mit Palaeoprionodon ist ein fossiler Vertreter aus dem oberen Oligozän bekannt, der den heutigen Linsangs bereits ähnelte.